# Eochaid di Scozia
Eochaid mac Ruhn (... – dopo l'889) è stato re di Scozia dall'878 all'889, congiuntamente a Giric.

## Biografia

### Origini
Le origini di Eochaid sono molto incerte. Viene generalmente ritenuto figlio di re Run dello Strathclyde e, forse, di una figlia di re Kenneth I di Scozia. Pare comunque che fosse imparentato con re Aedh di Scozia, e che fu tra coloro che non riconobbero la sua ascesa, unendosi al suo rivale Giric e sconfiggendolo.

### Rapporto con Giric
Il rapporto col suo co-regnante Giric rimane ancora oggi molto controverso. Se da una parte infatti le fonti asseriscono che, data la differenza d'età, Giric lo adottò e divenne suo mentore, altre sostengono che i due fossero nemici, e che regnassero in contrapposizione su diverse parti della Scozia. Giovanni di Fordun addirittura nemmeno menziona Eochaid, come se fosse stato il solo Giric a regnare effettivamente in quel periodo.
Anche su Giric del resto si sa molto poco, e nel XX secolo si è ipotizzato che Eochaid incarnasse l'elemento scozzese del regno, mentre Giric invece la stirpe pitta; i due sarebbero quindi stati costretti a collaborare, o quanto meno a coesistere assieme come regnanti. Non si è tuttavia nemmeno certi della reale esistenza di Giric, come farebbe intendere la Cronaca dei re di Alba.

### Regno ed esilio
Non si sa praticamente nulla sul regno di Eochaid, poiché gli eventi del periodo vengono di solito collegati al solo Giric (fatto che confermerebbe la sua maggiore importanza). Dopo la morte di Giric nell'889 fu Donald, figlio di Costantino I di Scozia, ad impossessarsi del trono, spodestando Eochaid ed esiliandolo nel regno di Gwynedd. Dopo questa data niente è noto di lui.
Non si conoscono né mogli né figli di Eochaid.

## Ascendenza
|                     |                      |                        | Genitori |  |  | Nonni |  |  | Bisnonni                 |  |  | Trisnonni              |  |
|                     |                      |                        |          |  |  |       |  |  | Dumnagual IV di Alt Clut |  |  | Riderch II di Alt Clut |  |
|                     |                      |                        |          |  |  |       |  |  | Dumnagual IV di Alt Clut |  |  | Riderch II di Alt Clut |  |
|                     |                      | …                      |          |  |  |       |  |  | Dumnagual IV di Alt Clut |  |  |                        |  |
| Artgal di Alt Clut  |                      |                        |          |  |  |       |  |  | Dumnagual IV di Alt Clut |  |  |                        |  |
|                     |                      | …                      | …        |  |  |       |  |  |                          |  |  |                        |  |
|                     |                      | …                      | …        |  |  |       |  |  |                          |  |  |                        |  |
|                     |                      | …                      | …        |  |  |       |  |  |                          |  |  |                        |  |
| Run di Alt Clut     |                      | …                      |          |  |  |       |  |  |                          |  |  |                        |  |
|                     |                      | …                      | …        |  |  |       |  |  |                          |  |  |                        |  |
|                     |                      | …                      | …        |  |  |       |  |  |                          |  |  |                        |  |
|                     |                      | …                      | …        |  |  |       |  |  |                          |  |  |                        |  |
| …                   |                      | …                      |          |  |  |       |  |  |                          |  |  |                        |  |
|                     |                      | …                      | …        |  |  |       |  |  |                          |  |  |                        |  |
|                     |                      | …                      | …        |  |  |       |  |  |                          |  |  |                        |  |
|                     |                      | …                      | …        |  |  |       |  |  |                          |  |  |                        |  |
| Eochaid di Scozia   |                      | …                      |          |  |  |       |  |  |                          |  |  |                        |  |
|                     | Alpin II di Dalriada | Eochaid IV di Dalriada |          |  |  |       |  |  |                          |  |  |                        |  |
|                     | Alpin II di Dalriada | Eochaid IV di Dalriada |          |  |  |       |  |  |                          |  |  |                        |  |
|                     | Alpin II di Dalriada | …                      |          |  |  |       |  |  |                          |  |  |                        |  |
| Kenneth I di Scozia | Alpin II di Dalriada |                        |          |  |  |       |  |  |                          |  |  |                        |  |
|                     |                      | …                      | …        |  |  |       |  |  |                          |  |  |                        |  |
|                     |                      | …                      | …        |  |  |       |  |  |                          |  |  |                        |  |
|                     |                      | …                      | …        |  |  |       |  |  |                          |  |  |                        |  |
| figlia di Kenneth   |                      | …                      |          |  |  |       |  |  |                          |  |  |                        |  |
|                     |                      | …                      | …        |  |  |       |  |  |                          |  |  |                        |  |
|                     |                      | …                      | …        |  |  |       |  |  |                          |  |  |                        |  |
|                     |                      | …                      | …        |  |  |       |  |  |                          |  |  |                        |  |
| …                   |                      | …                      |          |  |  |       |  |  |                          |  |  |                        |  |
|                     |                      | …                      | …        |  |  |       |  |  |                          |  |  |                        |  |
|                     |                      | …                      | …        |  |  |       |  |  |                          |  |  |                        |  |
|                     |                      | …                      | …        |  |  |       |  |  |                          |  |  |                        |  |
|                     |                      | …                      |          |  |  |       |  |  |                          |  |  |                        |  |